# ديوغو كاسترو
ديوغو كاسترو هو رياضي ولاعب كرة قدم برازيلي، ولد في 15 أغسطس 1985 في بيلو هوريزونتي في البرازيل. لعب مع نادي رويال شارلروا.

## وصلات خارجية
- ديوغو كاسترو على موقع قاعدة بيانات كرة القدم.إي يو (الإنجليزية)